# Güneycik
Güneycik (kurd. Azgilêre oder Azge) ist ein Dorf im Landkreis Nazımiye der türkischen Provinz Tunceli. Güneycik liegt ca. 3 km nordöstlich der Kreisstadt Nazımiye.
Güneycik ist Teil des zentralen Bucak  Nazımiye und hatte 1985 insgesamt 206 Einwohner. Im Jahre 2009 lebten dort noch 52 Menschen.